# Општина Просечен
Општина Просечен (грч. Δήμος Προσοτσάνης, Димос Просоцанис) је општина у Грчкој у округу Драма, периферија Источна Македонија и Тракија. Административни центар је град Просечен.

## Насељена места
Општина Просечен је формирана 1. јануара 2011. године спајањем 2 некадашње административне јединице: Просечен и Ситагри.
- Општинска јединица Просечен: Просечен, Ангитис, Антохори, Боболец, Горенци, Граменци, Кобалишта, Калапот, Карлуково, Криводол, Пигес, Плевна, Ресилово, Ставрос.
- Општинска јединица Ситагри: Фотилово, Аргируполи, Голак, Големи Сивиндрик, Мавролефки, Мали Сивиндрик, Ситагри.